# Xã Prairie, Quận Shelby, Illinois
Xã Prairie (tiếng Anh: Prairie Township) là một xã thuộc quận Shelby, tiểu bang Illinois, Hoa Kỳ. Năm 2010, dân số của xã này là 1.247 người.